# Dysauxes pseudohyalina
Dysauxes pseudohyalina là một loài bướm đêm thuộc phân họ Arctiinae, họ Erebidae.